# Ponte Rosso
Le Ponte Rosso est un ancien pont  sur le torrent Mugnone, près de la porte Saint-Gall, par lequel le grand-duc Pierre Léopold Ier de Toscane entra triomphalement en ville en 1765, lors de son retour de Vienne.
Œuvre de Niccolò Tribolo, de la première moitié du XVIe siècle, il fut agrandi en 1784.
Miné comme les autres ponts pendant la  Seconde Guerre mondiale, malgré une partie restée debout, ses pierres servirent aux travaux d'édification des boulevards circulaires. Il fut reconstruit en pierre en 1868.
Il se trouve près des Parterre de Florence et les relie à la place de la Liberté, (proche du centre historique) avec la via XX Settembre, la via Faentina, la via Vittorio Emanuele II et la via Bolognese, qui rejoignent la zone nord, vers Trespiano, Pratolino, le Mugello, en direction de  Bologne. Pour ces raisons il subit une circulation intense. 

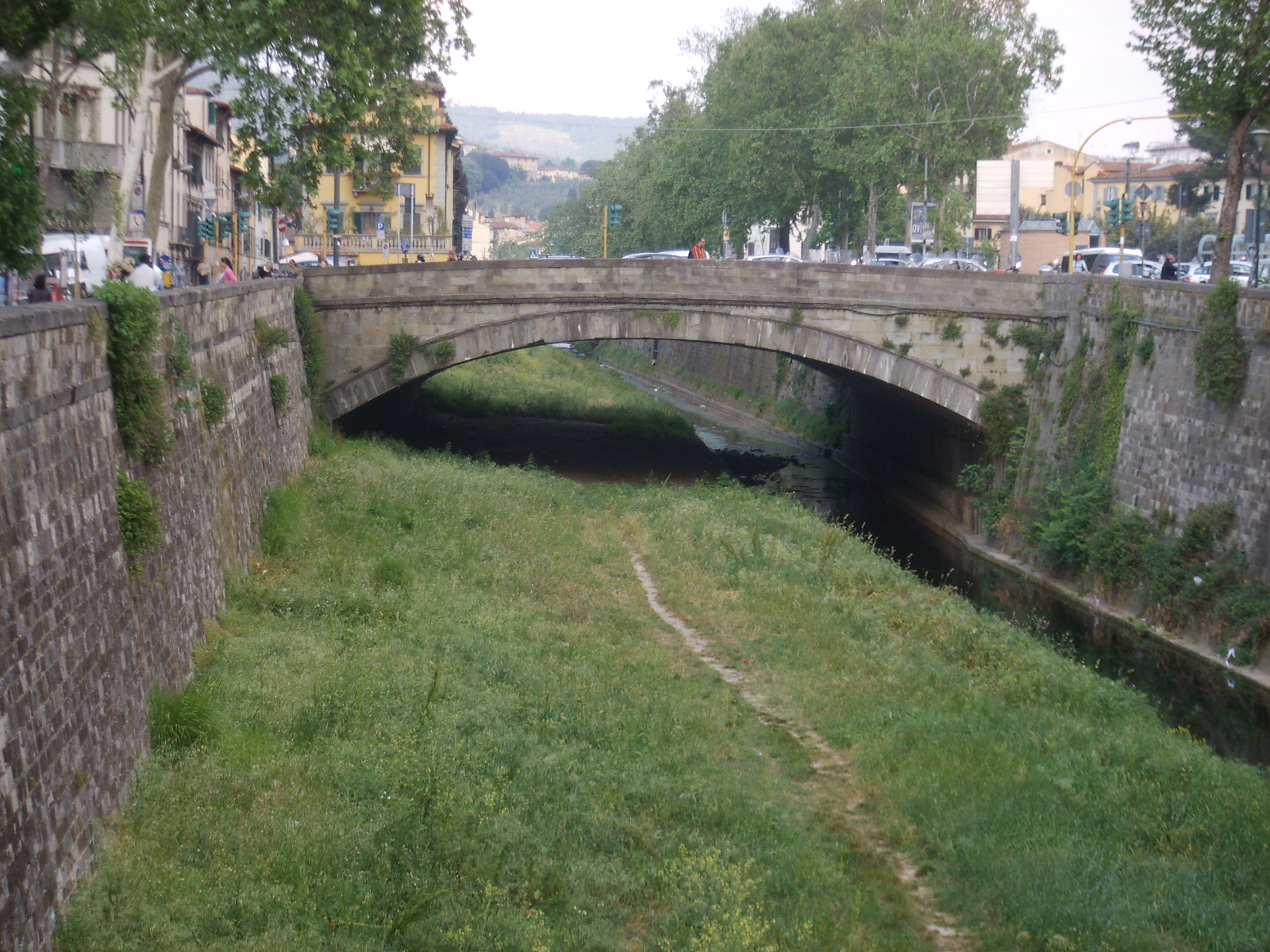
Le Ponte Rosso sur le Mugnone